# جیم باوش
جیم باوش (انگلیسی: Jim Bausch; ۲۹ مارس ۱۹۰۶ – ۹ ژوئیهٔ ۱۹۷۴) ورزشکار دهگانه اهل ایالات متحده آمریکا بود.
از باشگاه‌هایی که در آن بازی کرده‌است می‌توان به آریزونا کاردینالز اشاره کرد.
وی در مسابقات کشوری و بین‌المللی در مجموع برندهٔ ۱ مدال طلا شده‌است.